# Proechimys guyannensis
Proechimys guyannensis (голчастий щур Каєни) — вид гризунів родини щетинцевих, який зустрічається в Бразилії, Венесуелі, Гаяні, Суринамі та Французькій Гвіані і відомий тільки з низовин до 500 м над рівнем моря. Поширений у природних і деградованих середовищах. Каріотип: 2n=40, FN=54, але науковці повідомляють про сильну варіативність каріотипу.

## Етимологія
Вид названо за назвою міста Каєна, столиці заморського департаменту Франції Французької Гвіани.

## Поведінка й життєвий цикл
Цей гризун нічний і головним чином плодоїдний, але також їсть насіння і гриби (особливо в сухий сезон).

## Загрози та охорона
У минулому суцільна вирубка була загрозою в Гвіані, гірнича справа, можливо, загрожує виду у бразильській частині його ареалу. Цей вид перебуває в декількох охоронних районах по всьому ареалу.